# 天津地铁Z3线
天津地铁Z3线，是天津轨道交通天津地铁规划中的线路之一。目前，天津地铁Z3线规划全长170公里，沿途主要经过海河中游地区，东丽湖、天津航空城、军粮城、大港、南港等区域。

## 内部链接
- 天津地铁
- 天津轨道交通